# Tìm vịt sáng
Tìm vịt sáng (danh pháp hai phần Chrysococcyx lucidus) là một loài chim cu thuộc họ Cu cu, được tìm thấy ở Úc, Indonesia, New Caledonia, New Zealand, Papua New Guinea, quần đảo Solomon, Vanuatu. Nó được trước đây còn được gọi là Chalcites lucidus.
Nó là chim cu cu nhỏ nhất thế giới, chiều dài 15–17 cm, và đẻ trứng nhờ vào các tổ hình vòm của các loài chim Gerygone, nó có một phạm vi phân bố phần lớn tương ứng với phạm vi phân bố của chi Geryone. Nó cũng có thể đẻ trứng nhờ vào tổ các loài Acanthizidae khác, và cũng là loài ở xa về phía nam nhất trong hầu hết các loài chim đẻ trứng nhờ trên thế giới, kéo dài đến vĩ tuyến 45 ° độ Nam ở New Zealand.

## Hình ảnh

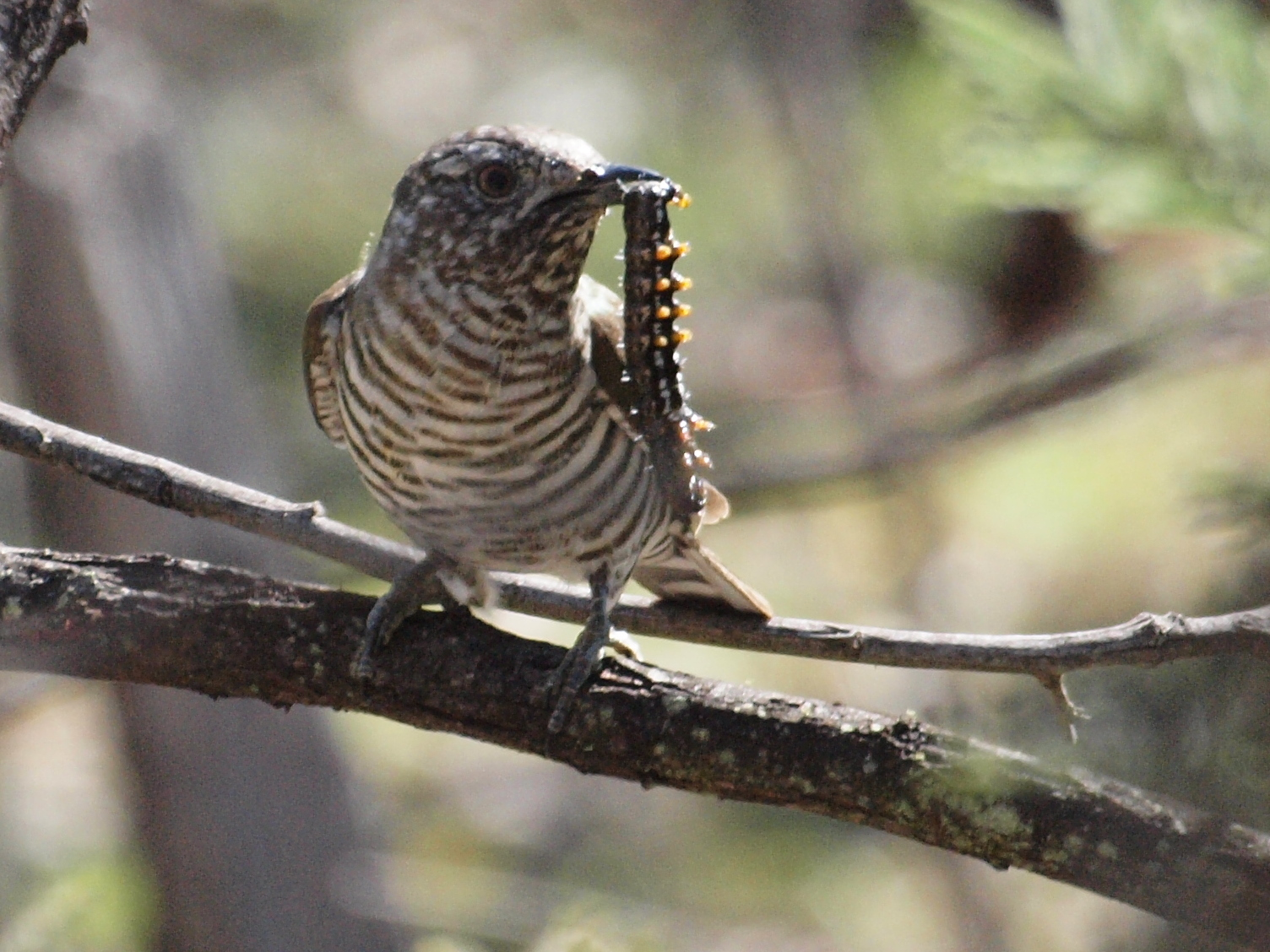
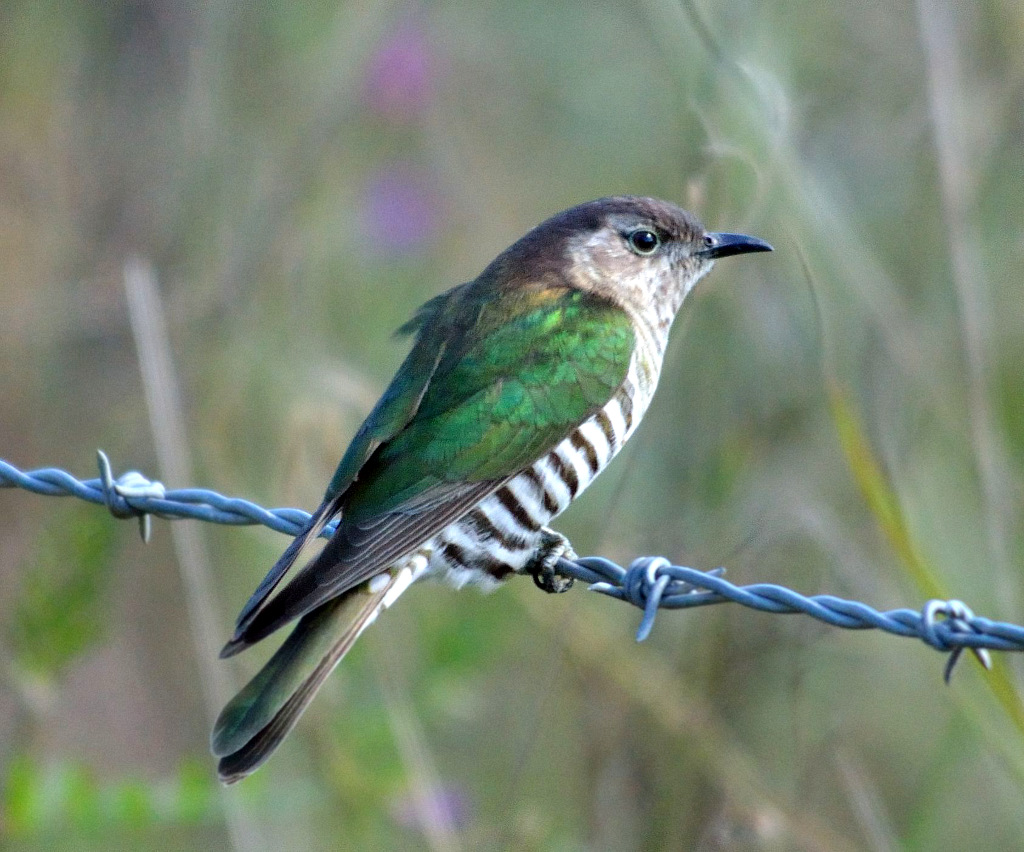
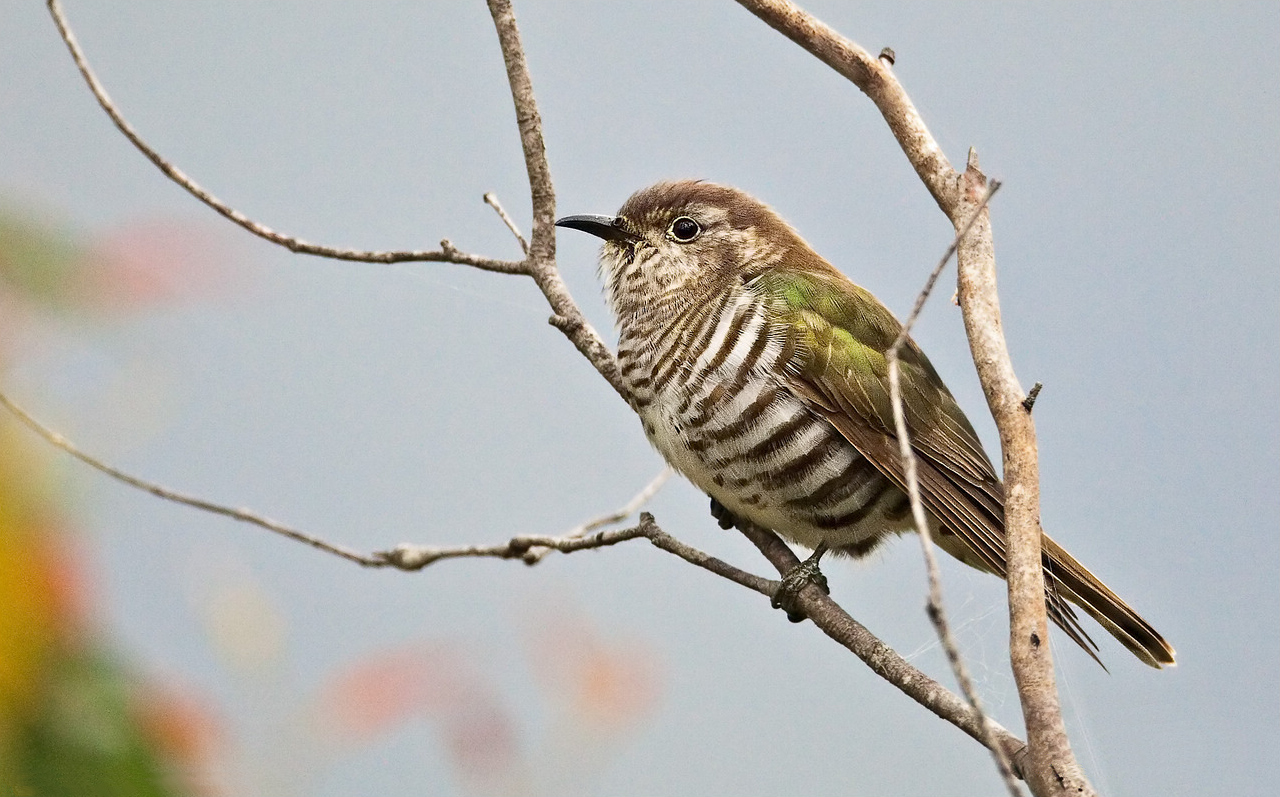
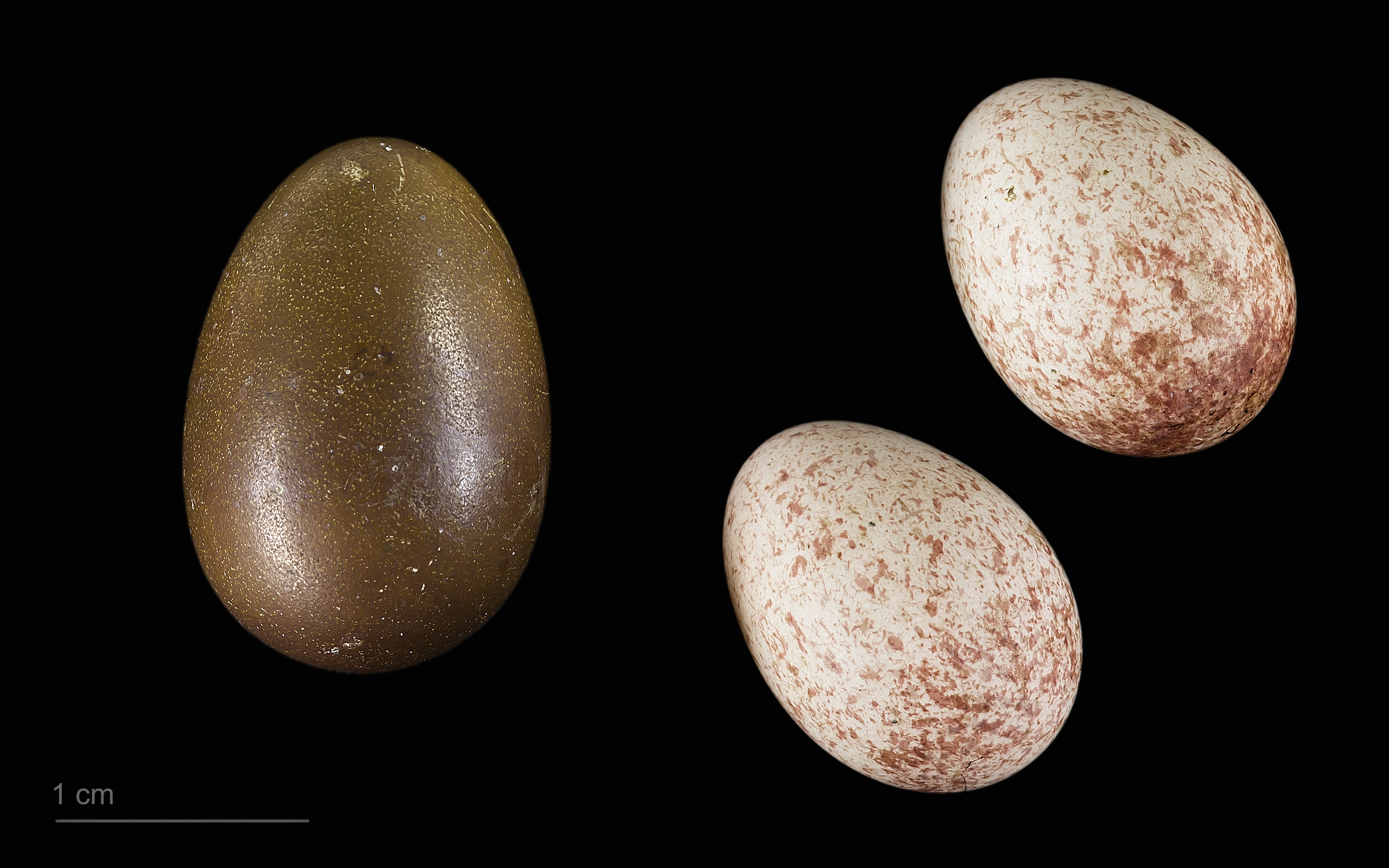
Chrysococcyx  lucidus + Gerygone flavolateralis - Museum specimen